# Тајна лапота (књига)
Тајна лапота је стручна монографија аутора Бојана Јовановића, српског антрополога, књижевника и синеасте. Књига је објављена у издању Прометеја из Новог Сада и Балканолошког института САНУ из Београда 1999. године. Друго издање књиге објавио је Службени гласник из Београда 2013. године под насловом Убијање старих : као традиционални и научни мит.

## О књизи
Књига је објављена у оквиру збирке Танатологике 2, Enciklopedia Serbica.
Аутор је у настанку ове књиге пошао од тврдње да је приступ садржају предања о убијању старих једностран и поједностављен и пришао је преиспитивању научно неприхватљивих, али и до данас ипак важећих тумачења. Сматра да је потребно целовито, комплексно и дубинско разматрање овог предања, као и да се критички анализирају извори на основу којих је извођен погрешан став о лапоту. Ако се са научног становишта постави питање убијања старих, онда је потребно утврдити контекст у коме је то практиковано, као и поузданост извора на основу којих се доказује постојање ове обредне праксе. Када обред смештамо у далеку и непроверљиву прошлост отвара се питање доказа, односно досадашње аргументације која се настоји пронаћи у реликтима у познатој обичајној пракси и фолклорном стваралаштву. Говорити о преисторијским ритуалима са сигурношћу и сматрати их реалним, значи занемарити резултате досадашњег истраживања у области праисторијске митологије и религије.
Бојан Јовановић је предање о убијању старих људи размотрио у овој књизи целовито, свестрано и дубински. Иста прича, позната и у култури других народа, а не само балканских заједница, протуматена је овде на другачији начин него што је то до сада био случај у науци. Питање о томе да ли је убијање старих био стварни ообичај или само народна прича, аутор с пуно разлога разрешава у корист приче. Сматра да не постоје историјски, археолошки и етнолошки извори који би упућивали на стварни догађај. Народни мит, без праве провере, прихаћен је као стварносна истина и на основу приче закључује се на обред.

## Вуди још
- Обичаји
- Лапот
- Старење
- Веровање

1. 1 2 3  „Тајна лапота / Бојан Јовановић”. plus.cobiss.net. Приступљено 9. 12. 2024.
2. ↑  „Убијање старих : као традиционални и научни мит”. plus.cobiss.net. Приступљено 9. 12. 2024.
3. ↑  „ТАЈНА ЛАПОТА”. slglasnik.com. Приступљено 9. 12. 2024.
4. ↑  Шушњић, Ђуро. „Тана лапота” (PDF). casopiskultura.rs. Приступљено 9. 12. 2024.
5. 1 2 3  Јовановић, Бојан (1999). Тајна лапота. Нови Сад, Београд: Прометеј ; Балканолошки институт САНУ. стр. 7—14, 161—176. ISBN 86-7639-428-8.